# Grootsporig trosvlies
Het grootsporig trosvlies (Botryobasidium vagum) is een schimmel behorend tot de familie Botryobasidiaceae. Hij leeft saprotroof, voornamelijk op naaldhout in voedselarme vegetaties.

## Kenmerken

### Uiterlijke kenmerken
Botryobasidium vagum heeft witachtige tot okerkleurige, webachtige vruchtlichamen die resupinaat (d.w.z. volledig gehecht) aan het substraat groeien en onder een vergrootglas enigszins netachtig lijken.

### Microscopische kenmerken
Zoals bij alle basidia van Botryobasidium heeft Botryobasidium vagum een monomitisch hyfensysteem en bestaat ze alleen uit generatieve hyfen die haaks vertakken. De basale hyfen zijn hyaliene, smal (meestal 7 tot 10 µm breed) en niet ingelegd. De 5 tot 7 µm dikke subhymeniale hyfen zijn hyaliene, kortcellig, dunwandig en cyanofiel. De soort heeft geen cystidia of gespen. De basidia met zes poriën van de soort groeien in groepen, zijn 20-25 × 8-12 µm groot, zijn subcilindrisch tot clavaat en enkelvoudig gesepteerd aan de basis. De sporen zijn smal schipvormig en meestal 8-12 × 4,5-6 µm groot. Ze zijn glad en dunwandig.

## Verspreiding
Het grootsporig trosvlies komt in Nederland vrij algemeen voor. Het staat niet op de rode lijst en is niet bedreigd.